# Ecleora thuriferaria
Ecleora thuriferaria är en fjärilsart som beskrevs av Hans Zerny 1927. Ecleora thuriferaria ingår i släktet Ecleora och familjen mätare. Inga underarter finns listade i Catalogue of Life.